# FK Teplice
FK Teplice is een voetbalclub uit de stad Teplice in Tsjechië. De club is na de Tweede Wereldoorlog in 1945 opgericht.

## Geschiedenis
Drie jaar na de oprichting bereikte de club al de hoogste klasse van Tsjecho-Slowakije en speelde vanaf dan in de eerste of in de tweede klasse. In 1977 (toen nog als Sklo Union Teplice) werd de beker van het landsdeel Tsjechië gewonnen, waarna in de finale om de Tsjecho-Slowaakse beker van de Slowaakse bekerwinnaar Lokomotiva Košice met 1-2 werd verloren.
In 1996 keerde de club na lange afwezigheid terug naar de hoogste klasse. In 1998/99 werd de club tweede wat een startbewijs verschafte voor de voorronde van de Champions League, Borussia Dortmund was echter te sterk voor de club.
Na het winnen van de beker in 2003 verraste de club in het seizoen 2003/04 in de UEFA Cup door in de eerste ronde 1. FC Kaiserslautern en in de tweede ronde Feyenoord uit te schakelen. In de derde ronde werden ze verslagen door Celtic FC. In 2009 werd de Tsjechische beker voor de derde keer veroverd. In de finale versloegen zij de toenmalige tweedeklasser 1. FC Slovácko met 1-0.

## Naamswijzigingen
De club heeft vanaf 1945 onder verschillende namen deelgenomen in de Tsjecho-Slowaakse en Tsjechische competitie.

## Erelijst
| Nationaal tot 1993                     |    |                  |
| Winnaar Beker van Tsjecho-Slowakije    | 1× | 1976/77          |
| Winnaar Beker van Tsjechië (1969-1993) | 1× | 1976/77          |
| Nationaal vanaf 1993                   |    |                  |
| Winnaar Beker van Tsjechië             | 2× | 2002/03, 2008/09 |

## Eindklasseringen vanaf 1994 (grafiek)
| 8 |

| 4 |

| 2 |

| 13 |

| 7 |

| 2 |

| 5 |

| 8 |

| 7 |

| 6 |

| 9 |

| 3 |

| 4 |

| 8 |

| 5 |

| 7 |

| 4 |

| 10 |

| 5 |

| 12 |

| 5 |

| 7 |

| 12 |

| 5 |

| 8 |

| 10 |

| 12 |

| 15 |

| 15 |

| 12 |

| 10 |

| 11 |

| Fortuna liga | Fotbalová národní liga | ČFL / MSFL |

## FK Teplice in Europa
FK Teplice speelt sinds 1969 in diverse Europese competities. Hieronder staan de competities en in welke seizoenen de club deelnam:
Champions League (1x)
1999/00
Europa League (1x)
2009/10
UEFA Cup (4x)
1971/72, 1999/00, 2003/04, 2005/06
Intertoto Cup (4x)
2002, 2004, 2006, 2008
Mitropacup (3x)
1969, 1975, 1984